# Batalha de Batangafo
A Batalha de Batangafo ocorre durante a Guerra Civil Centro-Africana.

## Desenrolar

### Ataques de 30 de julho
Em 30 e 31 de julho, os combates eclodiram em Batangafo quando os anti-balakas atacaram as bases do Seleka. A violência deixa pelo menos 22 mortos e dezenas de feridos, a maioria civis.

### Combates de 4 de agosto
Na sequência desta violência, o exército francês enviou uma missão de reconhecimento do groupement tactique interarmes (GTIA) de Boissieu em direção a Batangafo. Em 4 de agosto, pela manhã, eclodiram os combates entre os franceses e os Seleka. Ambos os lados acusam-se mutuamente de serem responsáveis pelo ataque, o Seleka alegando ter sido “deliberadamente atacado”, enquanto o exército francês alega ter sido atacado por “indivíduos armados muito hostis”.
Segundo os franceses, os atacantes contabilizam uma centena de homens, atacam com armas antitanque e tentam repetidamente flanquear os militares franceses. Dois jatos de combate Rafale baseados em N'Djamena, dois helicópteros Gazelle e pelo menos um helicóptero Puma da Operação Sangaris intervieram. Duas caminhonetes repletas de combatentes teriam sido destruídas. Os combates duraram sete horas e cessaram ao anoitecer. Os Seleka declararam que os franceses abriram fogo contra dez elementos que vieram recebê-los, ferindo cinco deles.
No final deste primeiro confronto, o exército francês afirma que não deplora nem a morte nem os feridos, não dá uma estimativa das perdas dos seus adversários, indicando apenas que "parte dos grupos foi neutralizada e os outros recuaram". Entretanto, acrescenta que dois soldados congoleses da MISCA foram mortos. Segundo a RFI, os Seleka admitem várias mortes e cerca de vinte feridos.
No dia seguinte, a RFI e a Jeune Afrique indicam que o número pode ser de 50 mortos e várias dezenas de feridos, a RFI especifica, no entanto, que, de acordo com o Seleka, o número é de nove mortos em suas fileiras.

### Combates de 5 de agosto
Os franceses entraram, em seguida, na cidade de Batangafo, ainda sobrevoada por aviões e helicópteros. No final da manhã, iniciaram-se as deliberações na subprefeitura entre os responsáveis da Sangaris, da MISCA, do Seleka, das autoridades locais e das ONGs. Ao norte da cidade, os soldados franceses interrompem os reforços do Seleka  provenientes de Kabo, que pertenceriam às forças do general al-Khatim, o número dois do estado-maior do Seleka.
No entanto, os oficiais franceses e congoleses convocaram os Seleka para se permitirem ser desarmados e concordarem em ser acantonados. Porém os Seleka recusam e no final da tarde os combates recomeçam no coração da cidade.
Os combates ocorrem próximo do acampamento da MISCA enquanto os soldados franceses e congoleses realizam uma ação de controle de zona. A intervenção das forças aéreas põe fim aos confrontos.
Desta vez, o general al-Khatim teria estado presente em Batangafo segundo a RFI. De acordo com a MISCA, o líder da Seleka em Batangafo foi morto no primeiro dia de combate e posteriormente substituído pelo Coronel Yaya.
Por sua vez, os 15.000 habitantes de Batangafo abandonaram a cidade durante os combates para se refugiar na mata ou em locais de deslocados internos.
Segundo o exército francês, dois de seus soldados ficaram feridos, assim como um homem da MISCA.

## Resultado
Em 6 de agosto, a situação volta a se acalmar em Batangafo, embora permaneça tensa. No dia seguinte, pilhagens são cometidas.
Em 10 de agosto, o Seleka publica um comunicado do general Fadoul Bachar que afirma que suas perdas nos confrontos de 4 a 6 de agosto são cinco mortos e seis feridos. Ele também declara que 24 civis muçulmanos, incluindo mulheres e crianças, também foram mortos por bombardeios franceses e que outros 13 ficaram feridos.
Segundo a RFI, talvez mais de 60 soldados da Seleka teriam sido mortos nos combates desde 4 de agosto. Em 6 de agosto, um oficial da Seleka no local mencionou 17 mortos em suas fileiras. A Seleka também afirma ter sido atacada pelos anti-balakas, mas todos os líderes anti-balakas na região negaram. O jornal centro-africano La Nouvelle Centrafrique menciona 70 pessoas mortas.
Em 9 de agosto, franceses e congoleses se retiram de Batangafo, que é reinvestida pela Seleka.